# ブリアーティコ
ブリアーティコ（イタリア語: Briatico）は、イタリア共和国カラブリア州ヴィボ・ヴァレンツィア県にある、人口約4,400人の基礎自治体（コムーネ）。

## 地理

### 位置・広がり

#### 隣接コムーネ
隣接するコムーネは以下の通り。
- チェッサニーティ
- ヴィーボ・ヴァレンツィア
- ザッカノーポリ
- ザンブローネ
- ズングリ

## 行政

### 分離集落
ブリアーティコには、以下の分離集落（フラツィオーネ）がある。
- Conidoni, Mandaradoni, Paradisoni, Potenzoni, San Costantino, San Leo, Sciconi